# Tereza Scheiner
Tereza Cristina Moletta Scheiner est une muséologue brésilienne, née à Rio de Janeiro (Brésil). Professeure de muséologie à l’Université Fédérale de l’Etat de Rio de Janeiro et ancienne présidente du Comité international pour la muséologie (ICOFOM) de 1998 à 2001, elle a notamment participé au développement de la recherche en muséologie en Amérique latine.

## Parcours

### Formation
Après des études d’archéologie au Centre Brésilien d’Archéologie (1967) et d’anthropologie à l’Université George Washington (1968 – 1969), Tereza Scheiner s’oriente vers la muséologie et obtient sa licence au Musée National du Brésil à Rio de Janeiro en 1970, avec les musées scientifiques pour spécialité.  
Elle poursuit sa formation universitaire par une licence en géographie qu’elle obtient en 1977, après s’être spécialisée en Méthodologie de la formation universitaire à l’Université Fédérale de Rio de Janeiro UFRJ en 1974. 
À la suite d’un master en Sciences politiques à l’Université Gama Filho (1985 – 1986), Tereza Scheiner obtient un master en Culture et Communication à l’Université Fédérale de Rio de Janeiro UFRJ (1998). Elle achève son doctorat en Culture et Communication en 2004. 
Son parcours universitaire est particulièrement marqué par la recherche d’une transdisciplinarité, alliant les Sciences politiques, la Géographie et les théories de la Communication aux études muséales. 

### Parcours professionnel
De 1974 à 1979, Tereza Scheiner est recrutée par l’Institut brésilien du développement forestier (IBDF). En tant que muséologue, elle participe à la gestion et à la préservation des parcs nationaux brésiliens. Son engagement pour la protection de l’environnement l’amène à adhérer à différentes associations et fondations écologiques : Tereza Scheiner est notamment  membre de la Commission sur l’éducation à l’environnement depuis 1992, de la Fondation brésilienne pour la protection de l’environnement (FBCN) et de l’Association brésilienne d’Écologie.  
En 1985, le Musée d’histoire naturelle du Brésil la nomme coordinatrice des programmes éducatifs et culturels du musée et directrice du département des expositions, pendant un an. 
Entre 1986 et 1990, Tereza Scheiner occupe le poste de coordinatrice de la communication au sein de l’entreprise brésilienne Eletrobras, avant d’intégrer l’Université fédérale de l’Etat de Rio de Janeiro (UNIRIO), où elle occupera différents postes au sein du département de Muséologie. Responsable du département et vice-directrice de 1991 à 1992, Tereza Scheiner en devient directrice en 1994. Elle est aujourd’hui chercheuse, professeure associée et coordinatrice du programme d’études supérieures en Muséologie et Patrimoine.
Très active dans le milieu universitaire, Tereza Scheiner occupe plusieurs postes au sein de revues académiques : rédactrice en chef de Museum International, Tereza Scheiner est membre du conseil consultatif de la revue Jovem Museologia fondée par l’UNIRIO. Elle fait aussi partie du comité scientifique de Midas, revue portugaise qui propose une approche interdisciplinaire des études muséales.  
En parallèle, elle exerce ses compétences de muséologue au sein du Conseil national pour le développement scientifique et technique (CNPQ) et de plusieurs associations dédiées aux musées et à la protection du patrimoine : l’Association brésilienne de Muséologie (ABM) et le forum UNESCO University and Heritage. 
Depuis 1991, Tereza Scheiner est directrice de l’agence Tacnet Cultural Ltd, qui organise des conférences, des rencontres, des projets d’éditions, des cours et des ateliers au sein de musées et d’organismes, autour des questions de Muséologie. 

### Parcours au sein de l'ICOM, de l'ICOFOM et de l'ICOFOM LAM
Dans les années 1980, Tereza Scheiner intègre l’ICOM et devient un membre actif du Comité brésilien (ICOM Brésil). Comme pour les autres comités nationaux, l’ICOM Brésil a pour mission d’assurer les intérêts de l’ICOM, en relayant les actions et en diffusant les programmes à l’échelle du pays. En parallèle, Tereza Scheiner intègre le groupe de travail sur les Statuts de l’ICOM et le Comité pour la déontologie de 2000 à 2004.  
Très vite, elle s’implique dans les activités de l’ICOFOM et publie régulièrement des articles dans les Icofom Study Series (ISS). Après avoir été vice-Présidente de l’ICOFOM de 1993 à 1998 et présidente de 1998 à 2001, succédant à Martin Schärer et précédant Hildegard Vieregg, Tereza Scheiner est actuellement vice-présidente de l’ICOM depuis 2010, aux côtés de Georges Okello Abungu (Kenya).  
En 1989, l’ICOM se réunit à La Haye dans le cadre de la 15e Conférence Générale. On y envisage la création d’un groupe régional latino-américain, une antenne de l’ICOFOM en Amérique Latine, dans une logique de décentralisation et de régionalisation des actions de l’organisme ; logique recommandée par l’ICOM dans son Programme triennal (1989 – 1992). En 1992, l’ICOFOM LAM est ainsi fondée, avec à sa tête Tereza Scheiner et Nelly Decarolis (Argentine). Avec le concours du personnel des musées latino-américains, elles ont participé à la promotion de la recherche en Muséologie dans la région, en publiant des documents sur les théories muséologiques en espagnol et en portugais, et en organisant des réunions et des ateliers de travail réguliers dans les pays d’Amérique latine. Tereza Scheiner est actuellement consultante permanente de l’ICOFOM LAM, depuis 2006.

## Ses recherches et projets de recherche

### La professionnalisation du milieu muséal: la formation du personnel de musée
Membre de l’ICTOP depuis 1982, le Comité international de l’ICOM pour la formation du personnel, elle participe à partir de 1996 à un groupe de travail pour réfléchir aux nouvelles modalités de formations du personnel des musées, au regard des transformations que connaît le milieu muséal. Aux côtés d’autres muséologues, Tereza Scheiner s’interroge sur l’organisation actuelle et future du musée et sur la façon dont la formation muséale doit être réformée, afin de fournir au personnel les compétences et le savoir-faire nécessaires pour diriger le musée de demain, avec ses nouvelles problématiques. Le groupe de l’ICTOP participe ainsi au développement et à la reconnaissance de la professionnalisation du milieu muséal, en établissant des normes internationales dans la formation du personnel. Ce travail aboutit en 2000 à la publication par l’ICOM d’un Guide pour la formation du personnel des musées (Curricula Guideliness for Museum Professional Development). 

### Penser le musée comme phénomène
En 1993, alors que le nouveau bureau de l’ICOFOM est élu à Thessalonique, le projet de créer un recueil des termes muséologiques de base est lancé par André Desvallées. Tereza Scheiner intègre le groupe de travail pour la rédaction de ce thésaurus, aux côtés d’Ivo Maroević, Peter van Mensch, Zbynēk Stránský, André Desvallées et François Mairesse, à partir de 2000. Au sein de ce groupe de travail, et au sein de l’ICOFOM plus largement, Tereza Scheiner a participé à une entreprise de définition et de précision des termes et concepts muséologiques, allant dans le sens d’une affirmation de la Muséologie comme discipline à part entière. 
Le projet aboutit à la publication de plusieurs ouvrages, dont Vers une redéfinition du musée ? (Paris, L'Harmattan, 2007) dans lequel elle publie l’article « Musée et Muséologie – définition en cours ». Tereza Scheiner y fait mention du caractère transdisciplinaire de la Muséologie, capable de se développer et de s’enrichir à l’intersection d’autres sciences. Elle préconise en particulier de rapprocher la Muséologie de la Philosophie : celle-ci doit permettre, par un travail à la fois épistémologique et ontologique, d’identifier précisément l’objet et  le champ d’étude de la Muséologie. Tereza Scheiner souligne ainsi la nécessité de repenser théoriquement la Muséologie comme discipline, en définissant ses perspectives, ses limites, ses méthodes. 
Ce travail théorique doit commencer par la définition du terme-même de musée. Pour cela, Tereza Scheiner part de l’idée d’une crise de l’identité du musée : sa définition traditionnelle (liée à un bâtiment, entité physique où des collections sont conservées et exposées), ne prend plus en compte les réalités multiples que recouvre le musée aujourd’hui. Tereza Scheiner développe le concept de musée comme phénomène pluriel, aux formes diverses et se fait ainsi l’héritière de l’analyse phénoménologique du musée par Stránský. Les différentes formes de musées ne sont rien d’autre que  les expressions possibles de ce phénomène par un groupe social, à un moment donné, dans un espace/temps défini. Polysémique, le terme de musée renvoie à la fois au « Musée » comme phénomène et au « musée » comme expression limitée de ce phénomène.

Tereza Scheiner pousse plus loin son travail de définition et cherche à théoriser les rapports entre le musée et la réalité : en tant que phénomène, le musée dépend de la relation spécifique que l’humain entretient avec le réel, relation que Tereza Scheiner nomme « muséalité » : 
« La muséalité serait la force ou qualité identifiée dans certaines représentations du réel et qui les rend pertinentes pour certains groupes sociaux spécifiques et donc susceptibles de muséalisation (c’est-à-dire de subordination aux paramètres spécifiques de protection, documentation, recherche et interprétation). »
 En constante transformation, le musée et ses multiples facettes réinventent continuellement de nouveaux rapports au réel, dépassant même l’idée de matérialité du patrimoine en intégrant le virtuel à ses pratiques. Le musée comme phénomène peut ainsi renvoyer à l’institution patrimoniale traditionnelle, à l’écomusée, au musée de territoire ou encore au musée virtuel, construit autour d’un patrimoine immatériel, de données virtuelles voire d’expériences et d’émotions.

### Le musée, vecteur d'intégration sociale
En 1995, dans le cadre de l’ICOFOM, Vinos Sofka lance le projet de recherche De l’oppression à la démocratie, approuvé sous l’appellation « Patrimoine, musée et Muséologie pour la transition sociale, culturelle et environnementale ». L’objectif de ce projet international est de soutenir la transition des pays vers toujours plus de démocratie, en favorisant le dialogue entre les populations et les institutions patrimoniales, culturelles et environnementales. Le projet, qui se développe en Russie, en Lettonie, en République Tchèque et en Argentine, est coordonné au Brésil par l’UNIRIO où exerce Tereza Scheiner. Celle-ci intègre le groupe de recherche et s’inscrit dans cette dynamique de reconnaissance de la culture comme vecteur de transformations politiques, économiques et sociales. Tereza Scheiner analyse la place du patrimoine et de la Muséologie au sein de sociétés en transformation, en prenant l’Amérique latine, ses composantes socio-culturelles et environnementales comme terrain d’études. 
Plus largement, Tereza Scheiner s’interroge sur le musée comme structure d’inclusion et d’intégration sociale en Amérique latine. Elle déclare qu’aujourd’hui, le musée a une responsabilité : celle de s’affirmer comme un agent actif de transformation sociale, en incluant tous les segments de la société dans une logique démocratique d’ouverture et de participation. Tereza Scheiner insiste sur le rôle que le musée doit jouer auprès des communautés et sur la nécessité d’intégrer ces communautés aux pratiques muséales, par l’identification, la reconnaissance et la promotion de leur patrimoine, en construisant pour elles et avec elles un discours inclusif. Cette logique du musée comme instrument pour les communautés est portée par le courant de la Nouvelle Muséologie, qui fonde l’idée de musée au rôle social : le « musée intégral », ouvert sur le monde et accessible à tous, qui prendra notamment la forme de l’écomusée dans les années 1980.

### Muséologie et Communication: les théories de l'exposition
Tereza Scheiner rejoint en 2004 un groupe de travail coordonné par l’ICOFOM depuis 1999, autour de la théorisation de l’exposition comme phénomène muséal. Titulaire d’un master et d’un doctorat en Culture et Communication, Tereza Scheiner analyse plus particulièrement les processus de l’exposition à travers le prisme des théories de la Communication. L’exposition, en produisant des discours à destination de publics spécifiques, de groupes sociaux spécifiques, génère et fait appel à différents types de langages propres à la diffusion d’un savoir dans un contexte muséal. Tereza Scheiner examine et compare les méthodes, mécanismes et partis pris de communication mis en place dans les expositions pour atteindre les publics. Il s’agit de comprendre comment les différents langages et les différentes logiques de communication contribuent au discours de l’exposition diffusé par le musée.  
Cet intérêt tout particulier pour l’exposition et ses pratiques se retrouve à plusieurs reprises dans les articles qu’elle publie pour les Icofom Study Series (ISS). Elle y souligne d’une part le rôle social que joue l’exposition, en tant que point de jonction entre l’individu et son patrimoine, entre le musée, les objets et la société. D’autre part, elle y affirme la nécessité pour la Muséologie de développer une théorie de l’exposition qui fasse appel aux théories de la Communication, pour examiner les façons dont l’exposition génère et transmet un discours, selon le type d’interaction que le musée souhaite mettre en place avec son public. Il s’agit de définir l’exposition comme instance de dialogue. Pour Tereza Scheiner, l’intervention des théories de la Communication dans le champ muséal rend possible l’étude du musée comme vaste système de signification. En conjuguant Muséologie et Communication, Tereza Scheiner s’inscrit dans le courant de la théorie du musée comme système de communication, développée par Duncan Cameron. 

## Publications

### Articles scientifiques
Bibliographie sélective :
- « La Muséologie et l’identité » ISS n°10, 1986, p. 257-263
- « Museums and exhibitions : appointments for a theory of feelings », ISS n°18, 1991, p. 109-113

- « On museums, communities and the relativity of it », ISS n°25, 1995, p. 95 - 98
- « ICOFOM LAM Report 1990-1995 », ISS n°25, 1995, p. 215-217
- « Les Bases Ontologiques du Musée et de la Muséologie », ISS n°31, 1999, p. 103 - 125
- « Museology and the ingantible heritage : the virtual experience », ISS n°32, 2000, p. 8 – 15
- « Les multiples facettes de l’ICOFOM », Cahiers d’étude du Comité international de l’ICOM pour la muséologie, 2000, p. 2-3
- « Muséologie et philosophie du changement », Cahiers d’étude du Comité international de l’ICOM pour la muséologie, 2000, p. 22-24
- « L'exposition comme présentation de la Réalité », ISS n°33b, 2002, p. 103 – 112
- « Museum and museology : changing roles or changing paradigms ? », ISS n°37, 2008, p. 81 - 89
- « Constitution and consolidation of museology as a disciplinary field : reflections on the legitimation of a specific field », ISS n°43, 2015, p. 175 - 190

### Contributions à des ouvrages
- « Musée et Muséologie - définitions en cours », in Mairesse F., Desvallées, A., Vers une redéfinition du musée?, Paris, L'Harmattan, 2007, p. 147-165

### Travaux universitaires
- Apolo e Dioniso no Templo das Musas : Museu – gênese, idéia e representações em sistemas de pensamento da sociedade ocidental, Rio de Janeiro, Université Fédérale de Rio de Janeiro (mémoire de master en Culture et Communication sous la direction de Paulo Vaz), 1998
- Imagens do não-lugar : Comunicação e o patrimonio do futuro, Rio de Janeiro, Université Fédérale de Rio de Janeiro (thèse de doctorat en Culture et Communication sous la direction de Priscila de Siquiera Kuperman), 2004